# Лучия Минчева-Нилсон
Лучия Нанкова Минчева-Нилсон е българо-шведски учен в областта на клиничната имунология.

## Биография
Родена е през 1951 г. в Ямбол, България, където родителите ѝ са разпределени като лекари. Завършва гимназия в Бургас през 1969 г. Завършва медицина в Университета в Умео, Северна Швеция, и е специалист по имунология и инфекциозни заболявания. През 1993 г. защищава докторска дисертация в областта на имунологията на бременността. От 2001 г. е доцент, а от 2007 г. – старши преподавател по имунология в Института по клинична микробиология към Университета в Умео. През 2010 г. става професор в Медицинския факултет на Университета в Умео. Лекар е по клинична имунология в Университетската болница на Умео, Норланд, Швеция. Почетен професор в катедрата по клинична микробиология на Университета в Умео, Кралство Швеция.

## Научна дейност и награди
Лучия Минчева-Нилсон е автор на широко цитирани научни статии в областта на имунологията (Н-индекс над 36, над 8000 външни цитата). Обзорната ѝ статия, посветена на гама-делта-Т клетките при бременност, е архивирана в Националната библиотека по медицина на САЩ заедно с редица други нейни статии, писани в съавторство с водещи специалисти в областта и ръководени от нея студенти и аспиранти. През 2021 г. публикува обзорна статия за ролята на екзозомите в търсенето на иновативни начини за диагностика и лечение на безплодие. През 2008 г. получава наградата „Дж. Кристиан Хер“ на Американската асоциация по репродуктивна имунология за научните ѝ постижения в изучаването на екзозомите.